# James Southerland
James Southerland III (Queens, Nueva York, 28 de abril de 1990) es un jugador de baloncesto estadounidense cuya última experiencia como profesional fue con los Wellington Saints de la National Basketball League de Nueva Zelanda. Con 2,03 metros de altura, juega en la posición de alero.

## Trayectoria deportiva

### Universidad
Jugó durante cuatro temporadas con los Orange de la Universidad de Syracuse, en las que promedió 7,9 puntos y 3,3 rebotes por partido.

### Profesional
Tras no ser elegido en el Draft de la NBA de 2013, fichó como agente libre por los Charlotte Bobcats, con los que debutó ante Milwaukee Bucks, sin conseguir anotar.
El 11 de abril de 2014 fue contratado por los New Orleans Pelicans, jugando los últimos tres partidos de la temporada regular 2013-14 de la NBA. Con ese equipo disputaría luego la NBA Summer League durante el mes de julio. En agosto acordó unirse a los Portland Trail Blazers por un año, pero fue desvinculado del equipo antes de que comenzara la temporada. 
El 17 de enero de 2022, firma por el CAB Madeira de la Liga Portuguesa de Basquetebol.